# Otto von Knapp
Otto von Knapp (* 5. Dezember 1831 auf Schloss Stammheim bei Ludwigsburg; † 25. Mai 1896 in Köln) war Jurist und Mitglied des Deutschen Reichstags.

## Leben
Knapp besuchte das Gymnasium und die polytechnische Schule in Stuttgart sowie die Akademie in Genf. Er studierte Rechtswissenschaften in Tübingen. Ab 1858 war er in der Württembergischen Staatseisenbahnverwaltung und in der Generaldirektion der Verkehrsanstalten in Stuttgart tätig.
Von 1877 bis 1881 war er Mitglied des Deutschen Reichstags für den Wahlkreis Württemberg 4 (Böblingen, Vaihingen, Leonberg, Maulbronn) und die Deutsche Reichspartei.